# 真野恵里菜
真野 恵里菜（まの えりな、1991年4月11日 - ）は、日本の女優、歌手。元ハロー!プロジェクトメンバー。愛称はまのえり、真野ちゃん。イメージカラーは赤。
神奈川県出身。血液型はB型。身長159cm。ジャストプロおよびアップフロントクリエイト所属。夫はプロサッカー選手の柴崎岳。

## 略歴
- ハロプロエッグ以前
  - 松浦亜弥に憧れ[6]て『ハロプロ エッグ オーディション2004』に応募したが、落選した[7]。翌2005年に『アップフロントグループ『エッグ』オーディション』に再応募した[注釈 1]。
- 2006年
  - 6月4日 - 上記オーディションに合格し「ハロプロエッグ」の第2期メンバーになる[9][10][注釈 1]。
- 2007年
  - 1月2日 - 「Hello! Project 2007 Winter 〜ワンダフルハーツ 乙女Gocoro〜」でコンサート初出演。
  - 5月13日 - 「第1回Hello! Project新人公演」に出演。
  - 6月19日 - 「音楽ガッタス」にメンバーとして参加する[11]。同時にフットサルチーム「Gatas Brilhantes H.P.」に所属する[11]。
- 2008年
  - 3月2日 - 音楽ガッタスを卒業[12]。また「2008 ハロー!プロジェクト新人公演 3月 〜キラメキの横浜〜」を最後に、ハロプロエッグの研修を修了し、ソロ歌手デビューすることが発表された[12]。
  - 3月29日 - ハロプロエッグを卒業[12]。
  - 6月29日 - インディーズソロデビューシングル「マノピアノ」発売。また、品川ステラボールにてファンクラブ限定お披露目握手会イベントを開催。
  - 7月19日 - ソロになってから初めてのハロー!プロジェクトのコンサートである『Hello! Project 2008 Summer ワンダフルハーツ公演〜避暑地でデートいたしまSHOW〜』に参加。
  - 12月10日 - BS-TBSの『Pocky 4 Sisters! 〜出せない手紙〜』で女優デビュー。
- 2009年
  - 2月10日 - 1st写真集『真野恵里菜』発売。
  - 3月18日 - 「乙女の祈り」でメジャーデビュー[4]。
  - 4月1日 - DVD『マノグアム』発売。
  - 6月6日 - 初の単独コンサート『真野恵里菜デビューコンサート「プロローグ 〜乙女の祈り〜」』開催。
  - 9月13日 - 初の単独コンサートツアーをスタート（9月22日まで）。
  - 10月6日 - テレビ東京系『キティズパラダイスpeace』にレギュラー出演。番組のエンディングテーマも担当。
  - 12月16日・23日 - 25日に行われた「テレビ朝日 クリスマスキャンペーン」のイメージキャラクターを務める。また、アルバム『FRIENDS』収録曲「OSOZAKI娘」もイメージソングに決定。
- 2010年
  - 2月24日 - 第24回日本ゴールドディスク大賞「ザ・ベスト5ニュー・アーティスト」に選出される。
- 2011年
  - 12月に公開された映画『仮面ライダー×仮面ライダー フォーゼ&オーズ MOVIE大戦MEGA MAX』でなでしこジャパンにちなんだ仮面ライダーなでしこ（美咲撫子）を演じた。なお、真野自身は川澄奈穂美のファンであり、「筋肉がたくましくて素敵ですね」と語っている[13]。
- 2012年
  - 4月19日 - 赤坂BLITZで行われた『寄席LIVE3』で、古典落語に初挑戦[14]。
  - 7月21日 - オリックス劇場で行われた『Hello! Project 誕生15周年記念ライブ 2012 夏』にて、2013年2月23日にハロー!プロジェクトを卒業することを発表[15][16]。
- 2013年
  - 2月23日 - 中野サンプラザにて行われた「真野恵里菜メモリアルコンサート2013「OTOME LEGEND〜For the Best Friends」」[17]を最後にハロー!プロジェクトを卒業した[2]。
  - 3月1日 - M-line clubに加入[18][19]。
  - 9月25日 - 実写版機動警察パトレイバー『THE NEXT GENERATION -パトレイバー-』に主演・泉野明[注釈 2]役で出演することが発表された[20]。
- 2016年
  - 8月 - 主演映画『青の帰り道』のロケが群馬・前橋で行われていたが、同月23日に共演者の高畑裕太が滞在先の前橋市内のホテルで逮捕され[21]（のちに不起訴処分[22]）、撮影は中止された[23]。
- 2017年
  - 8月2日 - 高畑の代役に戸塚純貴を立てて『青の帰り道』の撮影が再開され[24]、13日にオールアップ[25]。
- 2018年
  - 5月29日から6月3日までドイツ・フランクフルトで開催される日本映画専門映画祭「第18回ニッポン・コネクション」に『青の帰り道』が出品される[26]。
  - 7月16日 - プロサッカー選手・柴崎岳（日本代表MF・ヘタフェCF所属）との結婚を報告[27]。
  - 9月18日 - 夫の柴崎の住むスペインに生活拠点を移したことを報告[28][29]。
- 2019年
  - 3月31日 - M-line clubを卒業[30]。
- 2024年
  - 7月8日 - 第1子出産を報告[31][32]。
- 2025年
  - 1月2日 - 過去にリリースした楽曲を翌3日より各サブスクリプション型（定額制）音楽ストリーミングサービスで配信開始することを発表[33]。

## 人物
- ピアノを幼稚園から中学3年生まで習っており、弾き語りによる歌唱も行う[4]。ヤマハから特製モデル電子ピアノ「マノピアノ」（ヤマハ・PシリーズP-155 真野スペシャル）を贈られた。ピアノ奏者の中ではリチャード・クレイダーマンに私淑していると述べている[34]。
- アニメ『魔法騎士レイアース』の大ファンである[35][36][37]。DVD-BOX、脚本集、サントラ、声優のソングコレクションも所持している[38]。
- ダンスが得意で、ターンのキレがいい。ターンする時は基本何周回っても目が回らないという。
- FUNKY MONKEY BABYSのファンである[39]。また、KARAや少女時代、4Minute、BEASTなどのK-POPにもはまっている[40][41]。
- 真野が参加する重要なコンサートやイベントの日には雨が降ることが多く、ファンや他のハロプロメンバーから「雨女」と言われる。それについて、同じく雨女説のある℃-uteの矢島舞美と比較されることもある[42]。
- 性格は、マイペースで優柔不断[4]。
- 歴史上の人物で尊敬する者として挙げているのは、伊能忠敬[43]。
- ハロプロ関係で仲の良いのは、嗣永桃子と久住小春でプライベートで親交がある。ハロプロ以外では柏木由紀や宮澤佐江とも親交がある[44][45][46]。
- ハロプロの先輩である、元モーニング娘。の道重さゆみと容姿が似ておりお互いそのことに触れている。
- ハロプロDVDマガジン「つん倶楽部」内のトークにおいて、『5年後に元モーニング娘。の工藤遥がスーパー戦隊のヒロインになるのでは』と予言をし的中させた[47][48]。
- 好きな女優は吉高由里子と満島ひかり[49]、「普段のキャラが強いのに、役によっては全然別人になるところがすごくいいなって」[49]。大人っぽさへの憧れは強く、今後目標とする女優には満島ひかりを指名[50]。
- アイドル時代の髪型は基本的にはショートカット。2014年5月から出演中のケンタッキー・フライド・チキン「Krushers（クラッシャーズ）」のCM・広告でロングヘアーを披露しているが、これは商品イメージの演出効果のためにエクステンションを付けて撮影したものである[51]。
- シンガーソングライターの瀧川ありさとは親友である。雑誌の対談をきっかけに出会い、同じ1991年生まれで身長も同じだったこともあり意気投合。プライベートで一緒に遊園地へ遊びに行くなど親睦を深め、瀧川のアルバムリリースイベントでは2人で双子ダンスを披露した[52]。
- アルバイト経験はないため、会社勤めの役は難しいと語っている[53]。

## 作品

### シングル
|                                            | 発売日                                 | 曲名                                   | 最高位                                 |
| インディーズ（アップフロントワークス）     | インディーズ（アップフロントワークス） | インディーズ（アップフロントワークス） | インディーズ（アップフロントワークス） |
| ------------------------------------------ | -------------------------------------- | -------------------------------------- | -------------------------------------- |
| 1                                          | 2008年06月29日                         | マノピアノ                             | 圏外                                   |
| 2                                          | 2008年10月04日                         | ラッキーオーラ                         | 圏外                                   |
| 3                                          | 2008年12月13日                         | ラララ-ソソソ                          | 圏外                                   |
| メジャー（アップフロントワークス/hachama） |                                        |                                        |                                        |
| 1                                          | 2009年03月18日                         | 乙女の祈り                             | 5位                                    |
| 2                                          | 2009年05月20日                         | はじめての経験                         | 6位                                    |
| 3                                          | 2009年07月29日                         | 世界は サマー・パーティ                | 10位                                   |
| 4                                          | 2009年09月30日                         | この胸のときめきを                     | 7位                                    |
| 5                                          | 2009年11月25日                         | Love & Peace = パラダイス              | 12位                                   |
| 6                                          | 2010年02月24日                         | 春の嵐                                 | 10位                                   |
| 7                                          | 2010年05月12日                         | お願いだから…                          | 10位                                   |
| 8                                          | 2010年09月15日                         | 元気者で行こう!                        | 7位                                    |
| 9                                          | 2011年01月26日                         | 青春のセレナーデ                       | 13位                                   |
| 10                                         | 2011年06月29日                         | My Days for You                        | 10位                                   |
| 11                                         | 2012年02月22日                         | ドキドキベイビー/黄昏交差点            | 9位                                    |
| 12                                         | 2012年06月27日                         | Song for the DATE                      | 7位                                    |
| 13                                         | 2012年12月12日                         | NEXT MY SELF                           | 8位                                    |

コラボレーション
- 負けるな わっしょい!（2011年8月6日（コンサート限定発売）、アップフロントワークス。2011年12月21日（一般販売）、アップフロントワークス/zetima。） - ベキマス名義
- ブスにならない哲学（2011年11月16日、アップフロントワークス/zetima） - ハロー!プロジェクト モベキマス名義

配信シングル
- かけがえのないあなたへ〜my precious treasure box〜（2019年3月19日）

### アルバム
|        | 発売日         | 曲名              | 最高位 |
| ------ | -------------- | ----------------- | ------ |
| 1      | 2009年12月16日 | FRIENDS           | 33位   |
| 2      | 2010年11月24日 | MORE FRIENDS      | 32位   |
| 3      | 2012年03月28日 | More Friends Over | 27位   |
| ベスト | 2013年02月06日 | BEST FRIENDS      | 35位   |

### 映像作品
- マノグアム（2009年4月1日）オリコン38位
- 真野恵里菜デビューコンサート「プロローグ 〜乙女の祈り〜」（2009年8月5日）
- 真野恵里菜ファーストコンサートツアー「Introduction 〜はじめての感動〜」（2009年12月22日）
- マノガイド in 屋久島（2010年1月27日）
- スペシャルジョイント 2010春 〜感謝満開!真野恵里菜2周年突入&スマイレージ メジャーデビューへ桜咲け!ライブ〜（2010年6月16日）
- From Days（2011年6月22日）
- 真野恵里菜コンサートツアー 〜2011ハタチの乙女 801DAYS〜（2011年9月21日）
- マノソナタ〜10回目のレッド・センセーション 真野恵里菜10thシングル発売記念イベント（2011年11月9日）
- UP TO DATE（2012年6月6日）[57]
- 真野恵里菜 コンサートツアー2012 〜DATE〜（2012年9月26日）
- 真野恵里菜 メモリアルコンサート 2013「OTOME LEGEND 〜For the Best Friends」（2013年5月22日）
- Behind of Photobook まのちゃん〜Dear Friends〜（2013年10月23日）

シングルV
1. シングルV「乙女の祈り」（2009年3月25日）
2. シングルV「はじめての経験」（2009年6月3日）
3. シングルV「世界は サマー・パーティ」（2009年8月5日）
4. シングルV「この胸のときめきを」（2009年10月7日）
5. シングルV「Love & Peace = パラダイス」（2009年12月2日）
6. シングルV「お願いだから…」（2010年5月19日）
7. シングルV「元気者で行こう!」（2010年9月22日）
8. シングルV「青春のセレナーデ」（2011年2月2日）
9. シングルV「My Days for You」（2011年7月6日）
10. シングルV「ドキドキベイビー」（2012年2月29日）

PV集
1. 真野恵里菜シングルVクリップス①（2010年3月3日）
2. 真野恵里菜 全シングル MUSIC VIDEO Blu-ray File 2011（2011年12月21日）
3. 真野恵里菜 シングルVクリップス②（2012年7月11日/DVD、8月8日/Blu-ray）

その他
- Pocky 4 Sisters!（2009年8月19日） - 大政絢、真野恵里菜、岡本杏理、金井美樹
- 恋する星座（2009年11月4日）
- 真野恵里菜主演舞台「恋するハローキティ」（2010年2月17日）

## タイアップ
| 楽曲                      | タイアップ                                                                                    | 収録作品                                                       |
| ------------------------- | --------------------------------------------------------------------------------------------- | -------------------------------------------------------------- |
| はじめての経験            | TBS『メガデジ』エンディング・テーマ TBS オリジナルネットドラマ『恋する星座』テーマソング      | 2ndシングル「はじめての経験」                                  |
| この胸のときめきを        | テレビ東京系『キティズパラダイス peace』エンディング・テーマ                                  | 4thシングル「この胸のときめきを」                              |
| Love & Peace = パラダイス | テレビ東京系『キティズパラダイス peace』エンディング・テーマ 舞台『恋するハローキティ』挿入歌 | 5thシングル「Love & Peace = パラダイス」                       |
| OSOZAKI 娘                | テレビ朝日 クリスマスキャンペーン イメージソング                                              | 1stアルバム「FRIENDS」                                         |
| いつもいつでも            | CSフジテレビTWOドラマ『半分エスパー』エンディング・テーマ                                     | 1stアルバム「FRIENDS」                                         |
| まつげの先に君がいる      | TBS オリジナルネットドラマ『マノスパイ』テーマソング                                          | 1stアルバム「FRIENDS」                                         |
| 春の嵐                    | GREECMソング                                                                                  | 6thシングル「春の嵐」                                          |
| ハロー! エスパー! ハロー! | CSフジテレビTWOドラマ『半分エスパー』オープニング・テーマ                                     | 6thシングル「春の嵐」                                          |
| 家へ帰ろう                | 映画『怪談新耳袋 怪奇』主題歌                                                                 | 8thシングル「元気者で行こう!」                                 |
| ドキドキベイビー          | 舞台「キバコの会 第三回公演『ギターを待ちながら』テーマソング                                 | 11thシングル「ドキドキベイビー/黄昏交差点」                    |
| 黄昏交差点                | オリジナルアニメーションDVD「君のいる町」テーマソング                                         | 11thシングル「ドキドキベイビー/黄昏交差点」                    |
| Ambitious!                | THE NEXT GENERATION パトレイバー 主題歌                                                       | THE NEXT GENERATION パトレイバー オリジナル・サウンドトラック  |
| 大切なキセキ              | THE NEXT GENERATION パトレイバー 主題歌                                                       | THE NEXT GENERATION パトレイバー オリジナル・サウンドトラック2 |

## 出演

### 映画
- 怪談新耳袋 怪奇（2010年9月4日、キングレコード） - 主演[注釈 3]
- Abed〜二十歳の恋 「貴子」（2010年、ピース・インターナショナル） - 主演・南貴子 役[注釈 4]
- 美雪の風鈴（2011年） - 主演・美雪 役[58]
- 仮面ライダーシリーズ（東映） - 美咲撫子 / 仮面ライダーなでしこ 役
  - 仮面ライダー×仮面ライダー フォーゼ&オーズ MOVIE大戦MEGA MAX（2011年12月10日）
  - 仮面ライダー×仮面ライダー ウィザード&フォーゼ MOVIE大戦アルティメイタム（2012年12月8日）
- わが母の記（2012年4月28日、松竹） - 貞代 役
- 劇場版 SPEC〜結〜 爻ノ篇（2013年11月29日、東宝） - サトリ 役
- THE NEXT GENERATION -パトレイバー-（松竹メディア事業部） - 主演・泉野明 役[注釈 2][59]
  - 第1章（2014年4月5日）[60]
  - 第2章（2014年5月31日）[61]
  - 第3章（2014年7月12日）[62]
  - 第4章（2014年8月30日）[63]
  - 第5章（2014年10月18日）[64]
  - 第6章（2014年11月29日）[65]
  - 第7章（2015年1月10日）[66]
  - THE NEXT GENERATION パトレイバー 首都決戦（2015年5月1日、松竹）[67]
- 新宿スワン（2015年5月30日、ソニー・ピクチャーズ エンタテインメント） - 栄子 役[68]
- ラブ&ピース（2015年6月27日、アスミック・エース） - 女子高生 役[69][70]
- リアル鬼ごっこ（2015年7月11日、松竹 / アスミック・エース） - 主演・いずみ 役（トリンドル玲奈、篠田麻里子とトリプル主演）[71]
- 東京PRウーマン（2015年8月22日、BS-TBS） - アイドル 役（カメオ出演）[72]
- 映画 みんな!エスパーだよ!（2015年9月4日、ギャガ） - 浅見紗英 役[73]
- orange（2015年12月12日、東宝） - 上田莉緒 役[74]
- 闇金ウシジマくん ザ・ファイナル（2016年10月22日、東宝） - 樫原あむ（新人ちゃん）役[75]
- 君と100回目の恋（2017年2月4日、アスミック・エース） - 相良里奈 役[76]
- 覆面系ノイズ（2017年11月25日、松竹） - 珠久里深桜 役[77]
- 不能犯（2018年2月1日、ショウゲート） - 木村優 役[78]
- 坂道のアポロン（2018年3月10日、東宝 / アスミック・エース） - 深堀百合香 役[79]
- BLEACH 死神代行篇（2018年7月20日、ワーナー・ブラザース映画） - 井上織姫 役[80]
- 青の帰り道（2018年12月7日、NexTone） - 主演・カナ 役[25]

### テレビドラマ
- Pocky 4 Sisters!〜出せない手紙〜（2008年12月27日、BS-i） - 木所エリナ 役[注釈 5]
- 東京少女 真野恵里菜（2009年2月7日 - 28日、BS-i） - 主演[注釈 6]
- 半分エスパー（2010年1月15日 - 3月19日、フジテレビTWO） - 主演・マノエリナ 役
- SPEC〜警視庁公安部公安第五課 未詳事件特別対策係事件簿〜 第7話（2010年11月26日、TBS） - サトリ 役
  - SPEC〜翔〜（2012年4月1日）
- FACE MAKER 第11話（2010年12月16日、読売テレビ） - 黒田理子 役
- 数学♥女子学園（2012年1月11日 - 3月28日、日本テレビ） - 白金麗子 役
- ダーリンは70歳 奥様は18歳（2012年3月30日、BS-TBS） - 岡本恵里菜 役
- みんな!エスパーだよ!（2013年4月12日 - 7月5日、テレビ東京） - 浅見紗英 役[81][82]
  - みんな!エスパーだよ!番外編 〜エスパー、都へ行く〜（2015年4月3日、テレビ東京） - 浅見紗英 役[83]
- 二十四の瞳（2013年8月4日、テレビ朝日） - 香川マスノ 役
- 報道ドラマ 生きろ〜戦場に残した伝言〜（2013年8月7日、TBS） - ヒロイン・具志よし子 役
- 人生、成り行き〜天才落語家・立川談志 青春疾風録〜 前編（2013年8月11日、NHK BSプレミアム） - 松岡則子 役
- 世にも奇妙な物語'13秋の特別編 「人間電子レンジ」（2013年10月12日、フジテレビ） - ヒロイン・久米朋美 役
- MISSION 001〜みんなでスペースインベーダー〜（2014年1月3日、テレビ東京） - 隊長 役[84][注釈 7]
- SHARK（2014年1月11日 - 3月29日、日本テレビ） - 大川美紅 役
- 東京ガードセンター 第6話（2014年5月15日、Dlife） - 野島千春 役
- ママが生きた証（2014年7月5日、テレビ朝日） - 真鍋聡子 役
- だましゑ歌麿IV（2014年9月6日、テレビ朝日） - 高島ひで 役
- 妻たちの新幹線（2014年10月25日、NHK名古屋） - 島久美子 役[85]
- 理系の人々・理系女子編（2014年10月27日、ひかりTV VOD） - おのでら役
- 素敵な選TAXI 第4話（2014年11月4日、関西テレビ） - 朝倉明日香 役
- ジョナ散歩 第1話（2015年1月8日、NHK Eテレ） - 小林 役
- 科捜研の女 新春スペシャル（2015年1月18日、テレビ朝日） - 白石麻由 役
- 雲霧仁左衛門2（2015年2月27日、NHK BSプレミアム） - おひさ 役
- 怪奇恋愛作戦 第9話・第10話（2015年3月6日・13日、テレビ東京） - 霧島霞 役
- ランチのアッコちゃん（2015年5月12日 - 6月30日、NHK BSプレミアム） - 猪木沙織 役[86][87]
- となりの関くんとるみちゃんの事象「るみちゃんの事象」（2015年7月27日 - 9月14日、MBS） - 吉田くみこ 役[88]
- 結婚式の前日に（2015年10月13日 - 12月15日、TBS） - 広瀬真菜 役[89][90]
- ハッピー・リタイアメント（2015年10月18日、テレビ朝日） - 樋口マナミ 役[91]
- 武道館（2016年2月6日、フジテレビ） - 尾見谷杏佳（元NEXT YOUメンバー） 役[92][93]
- 検事・悪玉（2016年 - 2018年、テレビ朝日系） - ヒロイン・善田まなみ 役[94]
  - 第1作（2016年3月19日、土曜ワイド劇場）[95]
  - 第2作（2018年6月10日、日曜プライム・ドラマスペシャル）
- カッコウの卵は誰のもの（2016年3月27日 - 5月1日、WOWOW） - 今井恵里香 役[96][97]
- 連続テレビ小説 とと姉ちゃん（2016年5月27日 - 6月15日、NHK総合） - 早乙女朱美 役[98][99]
- 逃げるは恥だが役に立つ（TBS） - 田中安恵 役
  - 連続ドラマ（2016年10月11日 - 12月20日）[100]
  - ガンバレ人類! 新春スペシャル!!（2021年1月2日）[101]
- ドラマスペシャル 検事の本懐「検事の本懐」（2016年12月3日、テレビ朝日系） - 清水沙代 役[102]
- シリーズ江戸川乱歩短編集II 妖しい愛の物語 第1回「何者」（2016年12月26日、NHK BSプレミアム） - 志摩子 役
- 増山超能力師事務所 第7話（2017年2月16日、日本テレビ） ‐ 畑中葵 役
- スリル!〜黒の章〜弁護士・白井真之介の大災難 第3話（2017年3月12日、NHK BSプレミアム） - 村口早苗 役
- この世にたやすい仕事はない（2017年4月6日 - 5月25日、NHK BSプレミアム） - 主演・霧中かすみ 役[103]
- 釣りバカ日誌 Season2〜新米社員 浜崎伝助〜 第7話（2017年6月9日、テレビ東京） - 釣りガール・貞松祐実 役
- 日曜ワイド 白い刑事 （2017年10月22日、テレビ朝日） - ヒロイン・渋谷美里 役[104]
- 刑事ゆがみ 第9話（2017年12月7日、フジテレビ） - 子門真佐子 役[105]
- 相棒 Season16 第11話（2018年1月10日、テレビ朝日） - 岡村咲 役[106]
- KISSしたい睫毛（2018年3月6日 - 3月27日、フジテレビ） - 浮島多恵 役[107][108]
- 彼氏をローンで買いました（2018年8月10日 - 9月28日、フジテレビ） - 主演・浮島多恵 役[109]

### テレビバラエティ
- ベリキュー!（2008年3月31日 - 10月3日、テレビ東京 他）
- よろセン!（2008年10月6日 - 2009年3月27日、テレビ東京 他） - レギュラー
- キティズパラダイスpeace（2009年10月6日 - 2010年9月28日、テレビ東京 他） - レギュラー
- 美女学（2010年4月1日 - 2011年4月14日、テレビ東京 他） - レギュラー
- ハロプロ!TIME（2011年4月21日 - 2012年5月31日、テレビ東京 他）
- ハロー!SATOYAMAライフ（2012年6月7日 - 2013年2月28日、テレビ東京 他）

### OAD
- 君のいる町（2012年3月16日・6月15日、講談社） - 古葉遥奈 役

### ラジオ
- MANO-DELI（2009年4月5日 - 2011年3月27日、エフエム富士）
- AVALON（2017年10月27日 - 2018年8月31日、J-WAVE） - 不定期出演[110][111][112]

### Webドラマ
- 恋する星座（2009年4月6日 - 6月25日、TBSネット配信） - 主演[注釈 8][113]
- マノスパイ（2010年1月26日 - 3月30日、TBSネット配信） - 主演・真野恵里菜 役[114]
- デス・ゲーム・パーク（2010年4月20日 - 7月、全24話、BeeTV） - ヒロイン・遠藤涼子 役[115]
- 理系の人々（2014年10月27日 - 2015年8月、全42話、ひかりTV） - 主演・おのでら 役[116][117]
- 彼氏をローンで買いました（2018年3月9日配信開始、全8話、dTV / FOD） - 主演・浮島多恵 役[118]
- SPECサーガ黎明篇「サトリの恋」（2018年9月28日 - 11月2日、全6話、Paravi） - 主演・星慧 役[119]

### インターネット放送

#### ニコニコ生放送
ニコニコ生放送における出演。コーナーゲストを除く。
- とりあえず生中（二杯目）（2010年2月1日）
- 元気者はすばらしい! 言いたいことは言っちゃいな!（2010年9月15日）
- 真野恵里菜 DVD発売記念「元気者は10月も素晴らしい!言いたいことは言っちゃいな!」（2010年10月9日）
- 真野恵里菜 「元気者で行こう!」in 東京タワー 元気者は寒くなっても素晴らしい!言いたい事は言っちゃいな!（2010年11月13日）
- 真野恵里菜11thシングル発売記念イベント『ドキドキ交差点』生中継（2012年2月22日）

#### Ustream
- Ustreamにより「真野ストリーム生です!!」と題して不定期に実施していた。

#### AbemaTV・Abemaビデオ
- ハロプロ20周年オーディション（2017年11月27日・12月4日） - ナレーション
- しくじり先生 俺みたいになるな!! #2（2019年4月9日） - 生徒

### 舞台
- 歌だ!祭りだ!〜BS・TBSサマーパーティーin赤坂BLITZ!ファン感謝祭歌謡祭〜（2009年8月27日） - ゲスト出演
- 恋するハローキティ（2009年11月11日 - 19日、青山円形劇場）
- コンドルズアジアツアー凱旋東京公演・春 『狼たちの午後 Hungry Like a Wolf』（2010年3月25日、世田谷パブリックシアター） - ゲスト出演
- キバコの会 第二回公演『フォトジェニック』（2010年4月14日 - 18日、ザ・スズナリ）
- つばき、時跳び（2010年8月1日 - 29日、明治座）
- 美男ですね（2011年10月8日 - 11月27日、赤坂ACTシアター / KAAT神奈川芸術劇場 / 森ノ宮ピロティホール / キャナルシティ劇場） - NANA 役
- リアルエチュード みんなの家（2011年11月10日、赤坂BLITZ）
- リーディングドラマ「もしもキミが。」-Last Christmas（2011年12月21日・25日、紀伊國屋ホール）
- キバコの会 第三回公演『ギターを待ちながら』（2012年2月8日 - 2月19日、赤坂RED/THEATER）
- LOVE LETTERS 2012 Spring Specail（2012年3月12日、PARCO劇場）
- BS-TBS五月ステージ 朗読劇「放送禁止。」（2012年5月17日、青山円形劇場）
- ウサニ（2012年8月3日 - 26日、ル テアトル銀座） - 主演・ウサニ 役（平野綾とのダブルキャスト）[120]
- 悼む人（2012年10月19日 - 12月9日、PARCO劇場 / 森ノ宮ピロティホール / アステールプラザ / 中日劇場 / キャナルシティ劇場 / 松山市総合コミュニティセンター / まつもと市民芸術館 / 札幌市教育文化会館 / 電力ホール / りゅーとぴあ 新潟市民芸術文化会館 / KAAT 神奈川芸術劇場） - 坂築美汐 役[121][122]
- キバコの会 第四回公演『ギターを待ちながら』〜やったぜ！本多スペシャル！〜（2013年2月8日 - 2月17日、本多劇場）[123]
- キバコの会 第五回公演『KAKOCHI-YA』（2014年9月18日 - 28日、赤坂RED/THEATER）[124]
- ベター・ハーフ（2015年4月3日 - 5月5日、本多劇場 / サンケイホールブリーゼ / よみうり大手町ホール）[125]
- グランドホテル（2016年4月9日 - 5月8日、赤坂ACTシアター / 愛知県芸術劇場大ホール / 梅田芸術劇場メインホール） - フレムシェン 役（Team RED）[126]
- 朗読劇 私の頭の中の消しゴム 8th letter（2016年4月 - 5月、天王洲 銀河劇場） - 薫 役 [127]
- 僕だってヒーローになりたかった（2017年7月6日 - 23日、俳優座劇場 / 7月25日 - 27日、兵庫県立芸術文化センター） - 小中真子 役[128]

### CM・イメージキャラクター
- テレビ朝日 クリスマスキャンペーン（2009年）[129]
- 全国消防協会 平成22年度秋の火災予防運動ポスター（2010年）
- 総務省 平成23年度電波利用環境保護活動用ポスター（2011年）
- キングソフト（2011年 - ）[130]
- 日本ケンタッキー・フライド・チキン「Krushers（クラッシャーズ）」（2014年5月23日 - ）
- スクウェア・エニックス「ファイナルファンタジー レコードキーパー」（2015年9月11日 - ）[131]
- 建設業労働災害防止協会 平成28年度全国安全週間ポスター（2016年）
- 黄桜「呑」（2016年9月3日 - ）[132]
- 株式会社宣伝会議 『編集・ライター養成講座』イメージキャラクター（2016年9月 - 2017年1月） - 第34期[133]
- 首都高速道路 ETC2.0くん（2017年1月 - ） - 声担当[134]
- ライク （2017年4月24日 - ）[135]
- エースコック「Pho・ccori気分」（2017年8月8日 - ）[136]
- 株式会社エコスタイル
- 花王「ロリエ スリムガード」（2017年10月14日 - ）[137]
- IDOM「ガリバーな2月の決算SALE」（2018年2月9日 - 28日予定）[138]
- アベンヌ（2019年） - ブランドアンバサダー[139]

### ゲーム
- 仮面ライダーシリーズ - 仮面ライダーなでしこ 役
  - スーパーヒーロージェネレーション（2014年10月23日、PS3・PS Vita）[140]
  - 仮面ライダー ストームヒーローズ（2016年、Android・iOS）
  - オール仮面ライダー ライダーレボリューション（2016年、3DS）
  - 仮面ライダーバトル ガンバライジング（2022年、アーケード）[141]
  - 仮面ライダーバトル ガンバレジェンズ（2023年、アーケード）
- ファイナルファンタジーシリーズ - マーテリア 役
  - ディシディア ファイナルファンタジー（2016年、アーケードゲーム）[142]
  - ディシディア ファイナルファンタジー オペラオムニア（2017年 - 2024年、Android、iOS）
  - ディシディア ファイナルファンタジーNT（2018年1月11日、PS4）[143]

### 玩具
- 仮面ライダーフォーゼ 変身ベルト DXなでしこドライバー（2022年2月）

### Web
- 真野恵里菜 インタビュー（2010年2月25日、モッテコ書店）

### コンサート・イベント

#### 単独コンサート
- 真野恵里菜デビューコンサート「プロローグ 〜乙女の祈り〜」（2009年6月6日・13日、2都市4公演）
- 真野恵里菜ファーストコンサートツアー「Introduction 〜はじめての感動〜」（2009年9月13日 - 22日、3都市6公演）
- 真野恵里菜コンサートツアー2011〜ハタチの乙女 801DAYS〜（2011年5月28日・6月11日、2都市4公演）
- 真野恵里菜コンサートツアー2012〜DATE〜（2012年6月9日・16日・23日、3都市6公演）
- 真野恵里菜メモリアルコンサート「OTOME LEGEND〜For the Best Friends」（2013年2月23日、中野サンプラザ 2公演）[144]
- 真野恵里菜コンサートツアー2014「again〜ライブハウスで燃え尽きよう！〜」（2014年6月8日・29日、2都市4公演）
- 真野恵里菜コンサートツアー2016初春 〜GRAND Escalation〜（2016年1月10日・17日、2都市4公演）

#### 合同コンサート
- 感謝!ハタチのシャ乱Q みんなでお祝いだ!日本武道館フェスティバル〜長いよ〜（2009年12月6日、日本武道館）
- スペシャルジョイント 2010春 〜感謝満開!真野恵里菜2周年突入&スマイレージ メジャーデビューへ桜咲け!ライブ〜（2010年）
- ありえりの会（2017年11月5日、新宿BLAZE） - 瀧川ありさとの共同プロデュースによるライブイベント[145]。

#### ハロー!プロジェクト 合同コンサート
- Hello! Project 2008 Summer ワンダフルハーツ公演〜避暑地でデートいたしまSHOW〜（2008年7月19日 - 8月3日、3都市9公演）
- Hello! Project 2009 Winter ワンダフルハーツ公演 〜革命元年〜（2009年1月2日 - 25日、3都市13公演）
- Hello! Project 2009 Winter エルダークラブ公演 〜Thank you for your LOVE!〜（2009年1月10日 - 24日、3都市8公演） - スペシャルゲスト
- Hello! Project 2009 Winter 決定! ハロ☆プロ アワード'09 〜エルダークラブ卒業記念スペシャル〜（2009年1月31日・2月1日、横浜アリーナ 3公演）
- Hello! Project 2009 SUMMER 革命元年 〜Hello! チャンプル〜（2009年7月19日 - 8月9日、3都市12公演）
- Hello! Project 2010 WINTER 歌超風月 〜モベキマス!〜（2010年1月2日 - 23日、3都市14公演）
- Hello! Project 2010 WINTER 歌超風月 〜シャッフルデート〜（2010年1月5日 - 24日、3都市8公演）
- Hello! Project 2010 SUMMER 〜ファンコラ!〜（2010年7月18日 - 8月8日、4都市14公演）
- Hello! Project 2011 WINTER 〜歓迎新鮮まつり〜 Aがなライブ/Bっくりライブ（2011年1月2日 - 23日、3都市20公演）
- Hello! Project 2011 SUMMER 〜ニッポンの未来は〜 WOW WOWライブ/YEAH YEAHライブ（2011年7月16日 - 8月14日、3都市18公演）
- Hello! Project 2012 WINTER 〜ハロ☆プロ天国〜 ロックちゃん/ファンキーちゃん（2012年1月2日 - 22日、3都市19公演）
- Hello! Project 誕生15周年記念ライブ 2012 夏 〜Ktkr（キタコレ）夏のFAN祭り!〜/〜Wkwk（ワクワク）夏のFAN祭り!〜（2012年7月21日 - 8月19日、3都市18公演）
- Hello! Project 誕生15周年記念ライブ 2013 冬 〜ビバ!〜/〜ブラボー!〜（2013年1月2日 - 2月3日、4都市24公演）
- Hello! Project COUNTDOWN PARTY 2013 〜GOOD BYE & HELLO!〜（2013年12月31日、中野サンプラザ）[146]
- Hello! Project 20th Anniversary!! Hello! Project 2018 SUMMER 〜ALL FOR ONE〜（2018年8月5日、中野サンプラザ、夜公演） - ゲスト出演[147]

#### オープニングアクト
2008年
- ℃-uteコンサートツアー2008夏〜忘れたくない夏〜（8月16日・17日、松戸・森のホール21 / 8月24日、アクトシティ浜松 / 8月30日、パシフィコ横浜国立大ホール / 9月14日、NHK大阪ホール / 9月21日、愛知厚生年金会館 / 9月23日、八王子市民会館）
- Berryz工房コンサートツアー2008秋〜ベリコレ!〜（9月6日・7日、八王子市民会館 / 9月13日、ハーモニーホール座間 / 9月15日、中京大学文化市民会館オーロラホール）
- モーニング娘。コンサートツアー2008秋〜リゾナントLIVE〜（9月27日・28日、ハーモニーホール座間 / 10月12日・13日、名古屋市公会堂大ホール / 10月18日、群馬県民会館 / 11月2日、東京厚生年金会館 / 11月29日・30日、梅田芸術劇場メインホール）
- 安倍なつみコンサートツアー2008秋〜Angelic〜（10月25日、大阪厚生年金会館 / 11月9日、中野サンプラザ）

2009年
- モーニング娘。コンサートツアー 2009春 〜プラチナ9DISCO〜（5月2日・3日、中野サンプラザ / 5月9日・10日、東京厚生年金会館）
- Berryz工房コンサートツアー 2009春 〜そのすべての愛に〜（5月4日、大阪厚生年金会館）
- ℃-uteコンサートツアー 2009春 〜AB℃〜（5月5日・6日、中野サンプラザ）

#### イベント
- ハロプロエッグデリバリーステーション!02（2007年10月20日、サンストリート亀戸）[148]
- 真野恵里菜の大英帝国シークレットステージ（2010年1月30日、shimokitazawa GARDEN）
  - 出演：真野恵里菜、佐野和真、大堀こういち 他 ゲスト：高橋愛
- ブレイクスルーJAPAN2010「堤幸彦フェスタ」（2010年8月3日、SPACE107）
  - 出演：堤幸彦、真野恵里菜、ZINGI、中吉、夜ふかしの会
  - 堤幸彦と共に進行役をつとめた。
- 真野ストリーム生です!!夏の公開ユーストリームスペシャル（2010年8月17日、SPACE107）
  - 出演：真野恵里菜、ゲスト：矢島舞美（℃-ute）
- TOKYO IDOL FESTIVAL 2011（2011年8月27日、お台場青海特設会場）
- 寄席LIVE3（2012年4月19日、赤坂BLITZ）

## 書籍

### 写真集
- 真野恵里菜（2009年2月10日、ワニブックス、撮影：西田幸樹）ISBN 978-4847041532
- 天国のドア（2010年1月20日、ワニブックス、撮影：丸谷嘉長）ISBN 978-4847042362[149]
- MANO DAYS〜二十歳の初恋〜（2011年6月10日、ワニブックス、撮影：栗山秀作）ISBN 978-4-8470-4362-8[150]
- MANO DATE（2012年5月23日、ワニブックス、撮影：栗山秀作）ISBN 978-4-8470-4462-5 [151][152]
- 真野恵里菜フォトブック「まのなの」（2013年2月23日、ワニブックス、撮影：オノツトム、海猫沢めろん）ISBN 978-4847045332 [153][154]
- まのちゃん〜Dear Friends〜（2013年9月27日、ワニブックス、撮影：長野博文）ISBN 978-4847045844[155]
- ZERO（2014年8月27日、ワニブックス、撮影：西田幸樹、佐藤裕之）ISBN 978-4847046773[156]
- Escalation（2015年9月19日、ワニブックス、撮影：栗山秀作）ISBN 978-4847047831[157]
- 陽炎 - KAGEROH - （2016年11月25日、ワニブックス、撮影：西田幸樹）ISBN 978-4847048760 [158][159]
- ERINA（2018年3月6日、ワニブックス、撮影：栗山秀作）ISBN 978-4847049934 [160]

### フォトエッセイ
- 真野恵里菜メジャーデビュー10周年記念フォトエッセイ『軌跡』（2019年3月18日、ワニブックス）ISBN 978-4-8470-8200-9 [161]

### 雑誌連載
- B.L.T.「うふふぺでぃあ」（2009年4月24日 - 2011年4月23日、東京ニュース通信社）
- 月刊De☆View「まの☆Style」（2009年7月1日 - 2013年3月1日[162]、オリコン・エンタテインメント）[163][164]
- CD&DLでーた「まののまま」（エンターブレイン）[163]

### 雑誌モデル
- JJ (雑誌) - Sサイズモデル

## 参加ユニット
- 通常ユニット
  - 音楽ガッタス（2007年 - 2008年）
- シャッフルユニット
  - プッチモニV（2009年 - 2013年）
  - ハロー!プロジェクト モベキマス（2011年）